# Антоній Шнайдер
Анто́ній Юліан Шна́йдер (пол. Antoni Julian Schneider, псевдо — А. Сарторіуш (пол. A. Sartoriusz); 12 червня 1825, Велика Вільшаниця — 25 лютого 1880, Львів) — краєзнавець, колекціонер, історик, археолог, етнограф, збирач матеріалів до археологічної карти Галичини. Стрийко української письменниці Уляни Кравченко.

## Біографія
Народився у Вільшаниці (нині — Золочівського району Львівської області), у родині австрійського підофіцера з Баварії та представниці польської шляхти Терези Водницької. Дитинство і юність А. Шнайдера минуло у Жовкві, там же закінчив школу. Ніколи не був одружений.
1842 року — закінчив гімназію у Львові.
1845–1848 роки — писар канцелярії 8-го полку гусарів австрійської армії, дислокованого у Жовкві.
1848 року — разом зі своїм полком вирушив до Угорщини для придушення антигабсбурзької революції в цій країні. Невдовзі втік із війська та перейшов на бік повстанців. У битві під Тимішоарою потрапив у австрійський полон і був ув'язнений на три роки у замку Куфштайн.
У 1851—1853 роках — мешкав у Бродах, після смерті матері повернувся до Жовкви. Працював писарем у домініях (маєтках), а у вільний час досліджував і описував ландшафти, життя та звичаї галичан, пам'ятки, документи, написи. Певний час працював шляховим майстром, потім — бухгалтером при гостинці Жовква-Сокаль.
З 1858 року постійно мешкав у Львові, працював на різних роботах (навіть простим робітником), займався науковим краєзнавством.
У 1862—1864 роках — працював у щоденній газеті Dziennik Literacki. Тут вміщав свої перші друковані розвідки, зокрема, дослідження галицьких міст і містечок. Згодом був позаштатним радником Галицького намісництва.
Займався збиранням всього, що стосувалося географії та історії. У виданні «Dziennik Literacki» було надруковано серію матеріалів «Міста і містечка в Галичині» (1866).
У 1868 році — почав видавати «Енциклопедію до краєзнавства Галичини» (пол. «Enzyklopedya do krajoznawstwa Galicyi»). Але 1874 року видання припинилося на другому томі. Зібраний матеріал був частково переданий у власність Академії Наук у Кракові (нині зберігається у Вавельському відділі Державного Архіву в Кракові, але донині не відредагований і не опублікований), Шнайдер натомість отримав пенсію, що дорівнювала пенсії гімназійного професора.
Колекція, відома як «Теки Шнайдера», зберігається в Державному архіві в Кракові (Відділ на Вавелі). Після трагічної смерті Шнайдера у 1880 році львівська колекція (282 папки) залишилась у фондах Оссолінеуму, тепер — зберігається у відділі рукописів Львівської наукової бібліотеки ім. В. Стефаника НАН України. Згідно з каталогом колекція нараховує коло 95000 карток і становить надзвичайно багатий матеріал, який надає дослідникам можливість вивчення регіональної історії, подій, які мали місце у малих містах, містечках. 
Усунутий від улюбленої справи, наклав на себе руки — застрілився 25 лютого 1880 року.

## Археологічні розкопки
- Зібрав пам'ятки старовини з Княжої гори (Львів), викопані під час спорудження «кургану Люблінської унії».
- Першим провів археологічні дослідження околиць Кам'янополя (1870), при цьому були знайдено неолітичні крем'яні сокири, списи та ножі (5000—2500 рр. до н. е.). В лісі на межі Кам'янополя та Сорік Львівських було знайдено сидяче поховання, датоване V тисячоліттям до н. е.
- Близько 1878 року в Новосілці Язловецькій розкопав могилу, де був кістяк у дерев'яній труні і зуб тура[1].
- У 1878 виявив трипільське поселення в урочищі Обоз в Кошилівцях, хоч помилково вважав його місцем римського табору, а жіночу фігурку — зображенням богині Флори. Ще одне трипільське поселення А.Шнайдер зафіксував у с. Дорогичівка Заліщицького повіту[2].

## Праці
- Друком вийшла «Encyklopedja do krajoznawstwa Galicji», т. 1—2, Львів 1868 — 74 (літери А—Б), в якій вміщено етнографічні матеріали, нариси про населені пункти Галичини, про окремі вулиці та будинки Львова.
- Склав один із перших провідників по Львову з описом історичних пам'яток (Львів, 1871, 1875).
- 282 течки, зібрані у 1877—1880 роках, згідно з його останньою волею потрапили до бібліотеки Оссолінських (тепер Львівська наукова бібліотека НАНУ ім. В. Стефаника)
- Архівний фонд «течки Шнайдера» (1875 штук) зберігається у Вавельському відділі Державного архіву Польщі в Кракові.
- Першим описав трипільські пам'ятки Галицького Поділля і склав реєстр з 65 археологічних пам'яток, виявлених та обстежених ним на Борщівщині[2].
- У 1870-х рр. розробив для містечка Стрятина проект герба з зображенням родового знаку колишніх власників міста — Балабанів. Опрацював також проекти гербів ще для цілої низки населених пунктів Галичини (Білої, Більча-Золотого, Біща, Гвіздця, Городка, Гусакова, Дзвенигорода, Козлова, Козової, Кристинополя, Кудринців, Кукільників, Куткора, Лопатина, Маріямполя, Озерної, Озерян, Хоросткова, Чернелиці, Чорткова, Чортовця та числ. ін.; описи та ескізи проектів зберігаються в «течках Шнайдера» у Львівській науковій бібліотеці НАНУ ім. В.Стефаника).
- A. Schneider. Encyklopedja do krajoznawstwa Galicji. — Lwów, 1868. T. I. (пол.)
- A. Schneider Przewodnik po Lwowie [Архівовано 6 лютого 2021 у Wayback Machine.]. — Lwów, 1875. (пол.)
- A. Schneider Przewodnik po mieście Lwowie. — Lwów, 1871. (пол.)